# Doña Bárbara (telenovela de 1967)
Doña Bárbara es una radionovela venezolana realizada en el año de 1967, por el canal Venevisión. Es una adaptación para la radio de la novela homónima, desarrollada y ambientada por el escritor y expresidente venezolano Rómulo Gallegos. La versión telenovela fue escrita por la cubana Delia Fiallo y protagonizada por Lupita Ferrer.

## Argumento
Bárbara es propietaria de una casa donde también vive el joven Asdrúbal. Los jóvenes se enamoraron perdidamente el uno del otro. El jefe de los piratas se une con los demás piratas y matan al joven Asdrúbal. Después, entre todos violan brutalmente a Bárbara, y luego planean venderla.
Eustaquio, viejo indio binaba que conocía a la madre de esta, ayuda a escapar a Bárbara y se asientan en una comunidad indígena donde este le enseña rituales de brujería, pero la inmensa belleza de Bárbara provoca que los hombres de la comunidad empiecen a pelear por lograr el amor de la joven. Esto provoca que corran a los dos de la comunidad. Bárbara y Eustaquio empiezan a viajar entre ríos, de puerto en puerto, hasta que, en un rudimentario puerto, Bárbara conoce a Lorenzo Barquero, quien se hace su amante y la lleva a su hacienda llamada la Barquereña. 
Bárbara logra que Lorenzo se vuelva un alcohólico y en una de sus borracheras consigue quitarle la Barquereña. Bárbara corre a Lorenzo y le cambia el nombre a la hacienda por El Miedo. Pero Bárbara no contaba con que saldría embarazada de Lorenzo. Apenas nació la niña, la rechazó y Lorenzo, a pesar de estar en la pobreza, la recoge para cuidarla y ambos sobreviven gracias a la ayuda de un sirviente que padecía retraso mental, llamado Juan Primito, quien por sus ocurrencias determina que la niña se llame Marisela. 
Casi 18 años han pasado, y ahora la llamada Doña Bárbara es una mujer cruel que por tener tantos amantes se ha ganado el apodo de La Devoradora de Hombres. Por aprovecharse de estos para su bienestar personal, también se ha ganado el apodo de La Cacica del Arauca. Además, a través de sobornos ha comprado al alcalde del pueblo para que se haga de la vista gorda mientras ella roba tierras de haciendas vecinas. 
Santos Luzardo, heredero de la hacienda vecina a El Miedo, la hacienda Altamira, llega a sus tierras desde Caracas, donde estaba estudiando Derecho. Al llegar, se encuentra con una hacienda destruida, mal administrada por Balbino Paiba, mano derecha y amante de turno de Doña Bárbara. Ella logró ponerlo como administrador de la hacienda Altamira, para poder robar dinero y el ganado de esa hacienda a sus anchas. Doña Bárbara también tiene otro cómplice, un inmigrante norteamericano llamado Míster Danger. Este desea a la bella Marisela, quien por crecer en medio de la pobreza es una muchacha salvaje y sin educación. Él empieza a sobornar a Lorenzo con botellas de licor, para que le venda a Marisela y así poder hacerla suya. Pero, cuando Lorenzo está a punto de ceder, llega Santos y evita que Marisela sea vendida al cruel Míster Danger. 
Santos, quien tiene firmes ideas pacifistas, logra que Lorenzo olvide las rencillas que había antes entre los Barquero y los Luzardo, y se lleva a vivir a Lorenzo y a Marisela a la hacienda Altamira, donde empieza a educarla. Santos descubre que Doña Bárbara se ha adueñado de parte de sus tierras y la denuncia ante el alcalde Pernalete. Al llegar a la sede de la alcaldía, Santos descubre que el secretario de Pernalete no es otro que su viejo compañero de universidad, el licenciado Mujiquita, quien le aconseja que no se meta con Doña Bárbara porque le podría ir mal. Al llegar esta a la jefatura y ver a Santos, queda impresionada por su porte varonil y por el gran parecido que tiene a su primer y hasta el momento único amor, Asdrúbal. 
Doña Bárbara deja que Santos recupere sus tierras para poder ganarse su aprecio, y además pacta con él que entre las dos haciendas levantarán una cerca para delimitar sus tierras. En el proceso de levantamiento de dicha cerca, Doña Bárbara se da cuenta de que no será fácil hacer que Santos se enamore de ella, por todo lo malo que ha hecho en el pasado, por lo que esta hábilmente consigue un cordón con la medida de Santos con el cual pensaba hacerle brujería; pero la rápida intervención de su hija Marisela impide que su plan se lleve a cabo, desatando la rabia de Doña Bárbara contra su hija por estar entre ella y el hombre que desea.

## Elenco
- Lupita Ferrer  (Doña Bárbara).
- D Jesús Silva (Santos Luzardo).
- Esperanza Magaz  (La Sirvienta).
- Henry Galue (Lorenzo Barquero).
- José Bardina (Balbino Paiba)
- César Delgado (Melquíades "El Brujeador").
- Carlos Cámara (El Socio).

## Versiones.

### Películas
- Doña Bárbara, película realizada por Posa Films en 1943, dirigida por Fernando de Fuentes y protagonizada por María Félix y Julián Soler.
- Doña Bárbara, película realizada por United International Pictures en 1998 y protagonizada por Esther Goris y Jorge Perugorría.

### Telenovelas
- Doña Bárbara, telenovela realizada por América Televisión en 1964 protagonizado por Mari Carmen Gordon, Ricardo Blume y Saby Kamalich
- Doña Bárbara, telenovela realizada por RCTV en 1975, producida por Hernán Pérez Belisario y protagonizada por Marina Baura y Elio Rubens.
- Doña Bárbara, telenovela realizada y producida por Cubavisión en 1977, protagonizada por Raquel Revuelta , Manolo Gómez, Cristina Obin (Marisela), José Antonio Rivero (Lorenzo Barquero) y Daniel García (Juan Primito)
- Doña Bárbara, telenovela realizada por Telemundo en 2008 y producida por Hugo León Ferrer y protagonizada Edith González y Christian Meier.
- La doña,telenovela realizada por Telemundo en 2016, dirigida por Carlos Villegas. Protagonizada por Aracely Arámbula y David Chocarro